# Песни Петера Сьлядека
«Песни Петера Сьлядека» — роман в новеллах харьковских писателей Дмитрия Громова и Олега Ладыженского, пишущих под псевдонимом Генри Лайон Олди.
В сборнике повествуется о путешествиях барда Петера Сьлядека, родом из Хёнинга, что соответствует северной Германии или Голландии — на этом основании «Песни» объединяются (в том числе издателями) с романом Г. Л. Олди «Богадельня» в «Хёнингский цикл». Главный герой Петер Сьлядек присутствует в каждой новелле; отдельные персонажи также мельком упоминаются в нескольких частях, например Белинда ван Дайк («Здесь и сейчас», «Баллада двойников»).

## Сюжет
По дорогам Европы блуждает певец Петер Сьлядек, полагающийся на свою старую лютню и умение заболтать собеседника, чтобы выжить в суровое время войн и неурядиц, а попутчики ему попадаются, как правило, интересные. Например, благочестивый монах, который когда-то был наёмником-головорезом, итальянский фехтовальщик, неосторожно принёсший жертву римскому божеству, или карпатский горец, захотевший слушать песню, но не ставший платить за это — однако, как выяснится впоследствии, всё же чем-то заплативший. Каждого из этих рассказчиков выслушивает внимательный менестрель Петер Сьлядек. Даже у последнего попутчика барда, Серого человека, есть отдельная история для благодарного слушателя, который умеет не только прекрасно петь, но и выслушивать чужие рассказы:14.

## Художественные особенности

### Жанровые особенности и композиция
«Песни Петера Сьлядека» — не просто двенадцать новелл, которые объединяет фигура повествователя, а единый роман, законченный и цельный. Характерны такие особенности, как сквозные герои, единство и стройность композиции, пространственно-временной организации. Каждая новелла в какой-то мере развивает и дополняет затронутую в предыдущей новелле тему, а в последней новелле обыгрываются все темы и все сюжеты, присутствующие в цикле.
Новеллы чередуются с поэтическими произведениями, идейно связанными с ними. Поэтические произведения предваряют каждую новеллу (эпиграфы) и следуют после каждой новеллы.

### Художественное время и пространство
Действие книги происходит в средневековье, однако временны́е рамки очень размыты. При всём сходстве истории по Олди с реальной земной историей нередко обнаруживаются умышленные несоответствия: Казанова живёт в условном XV веке, Дюма-отец попадает на пиратский корабль XVI столетия,  доктор искусств Влад Цепеш (Дракула) работает преподавателем в университете XVII века, и др. Времена и эпохи в «Песнях…» перекрещиваются и перекликаются. Не менее широко и пространство действия новелл: Западная и Центральная Европа (Польша, Венгрия, Германия, Голландия), юг (Италия, Греция, Алжир), мусульманские страны (Албания, Турция), даже город-центр Слобожанщины (Харьков). В качестве места действия фигурирует даже ад — в том его месте, где «перевоспитывают» провинившихся демонов.

### Реминисценции и аллюзии
Реминисценциями и аллюзиями «Песни…» очень богаты, что указывает на постмодернистский характер книги. Критики отмечают присутствие в романе различных форм интертекста: архитекста (стилизации тех или иных жанровых моделей), гипертекста (пародирования известных произведений), автоинтертекста (отсылок к собственным же прежним произведениям). 
Например, в новелле «Бледность не порок, маэстро!» эпизод в заброшенном античном храме очень напоминает сходную сцену из романа Дмитрия Мережковского «Юлиан Отступник» и начало его же романа «Воскресшие боги. Леонардо да Винчи», благодаря чему выстраиваются аналогии и параллели: античность — Возрождение — русский Серебряный век. В «Песнях…» присутствуют намёки на «Театр Клары Газуль» Мериме, «Песни западных славян» Пушкина, сказки «Тысячи и одной ночи», «Графа Монте-Кристо» Дюма, «Вечера на хуторе близ Диканьки» и «Вия» Гоголя, произведения Эдуарда Багрицкого, метафорику Исаака Бабеля, античную мифологию — каждый читатель может увидеть в «Песнях…» что-то своё, когда-то виденное или слышанное.

### Образ Петера Сьлядека
Этот образ сводит все новеллы романа в единое целое, однако при этом Петер Сьлядек не является (за исключением последней новеллы) ни действующим лицом, ни рассказчиком. В каждой новелле образ странствующего лютниста служит обрамлению основного её сюжета: новелла, как правило, начинается с того, что Сьлядек появляется где-либо (в таверне, селении или городе) и исполняет песни, а затем слушает рассказ одного из новых знакомых, что даёт ему сюжет для творчества. В конце новеллы обычно упоминается, что спустя время Петер вновь побывал в том же месте, и рассказывается о дальнейшей судьбе персонажей новеллы.
Литературовед и критик Игорь Чёрный отмечает, что, по-видимому, Петер Сьлядек — это воплощённая душа народа (не какой-то конкретной нации, а народа вообще). Национальная принадлежность Сьлядека неизвестна; упоминается, что он родом из Ополья, но, судя по языку и поведению, его национальная принадлежность меняется: он то голландец, то немец, то венгр или украинец. Биография и судьба Сьлядека складывается постепенно, а в последней новелле она становится конкретнее и Петер сам выступает как герой повествования, играя со смертью, бросив вызов судьбе. И он побеждает, поскольку душа народа, воплощённая в песне, в устном творчестве, бессмертна.

## Проблематика
«Песни Петера Сьлядека» богаты в содержательном плане. По сути, весь роман — это философско-психологическое исследование различных поступков и человеческих качеств, проявляющихся в критических обстоятельствах. В этом отношении Олди следуют и традициям русской классической литературы, отличающейся глубоким психологизмом, и — в какой-то мере — традициям западноевропейской литературы (например, в «Песнях…» есть признаки «экспериментального романа» — жанра, созданного Эмилем Золя). В «Песнях…» присутствуют такие темы, как любовь и ненависть, жизнь и смерть, счастье и горе, богатство и нищета, щедрость и скупость, храбрость и трусость, гений и злодейство.

## Новеллы, входящие в книгу
В состав книги входят следующие новеллы:
- «Здесь и сейчас»
- «Баллада двойников»
- «Джинн по имени совесть»
- «Бледность не порок, маэстро!»
- «Цена денег»
- «У слепцов хороший слух»
- «Опустите мне веки, или День всех отверженных»
- «Жестокий выбор Аники-воина»
- «Остров, который всегда с тобой»
- «Рука и зеркало»
- «Аз воздам»
- «Петер и Смерть»